# Anna-Grethe Rischel

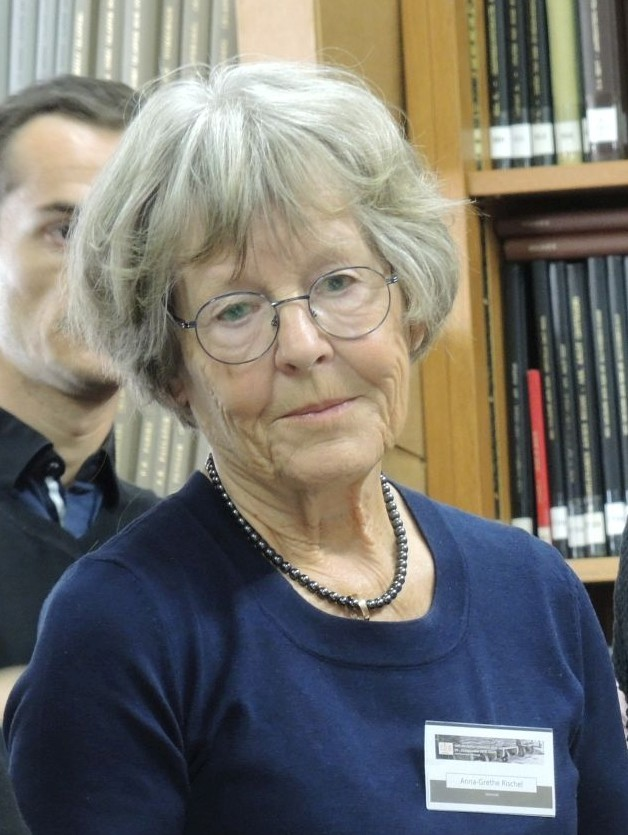
Anna-Grethe Rischel, IPH-Kongress 2018

Anna-Grethe Rischel (* 7. Mai 1935 in Kopenhagen, geb. Andersen) ist eine dänische Papierrestauratorin und -historikerin und Präsidentin der Internationalen Arbeitsgemeinschaft der Papierhistoriker (IPH). Ihr Schwerpunkt liegt in mikroskopischen und makroskopischen Studien zur Papiertechnologie und Papierfasern in asiatischen und europäischen Papieren.

## Leben
Von 1954 bis 1958 studierte Anna-Grethe Rischel an der Textilabteilung der Kunsthandwerkschule in Kopenhagen (die heutige Königliche Dänische Kunstakademie, Hochschulen für Architektur, Design und Konservierung, kurz KADK) und arbeitete danach viele Jahre als Stoffdruckerin unter dem Künstlernamen Claus. 1961 heiratet sie Jørgen Rischel, einen Professor für Linguistik an der Universität Kopenhagen. 1961/62 verbrachte sie einen einjährigen Studienaufenthalt in den USA. Mit ihm und drei Töchtern zog sie 1969 nach Birkerød, wo sie heute noch wohnt. Im Winter 1974–1975 lebte die ganze Familie 7 Monate lang in Grönland am Kap Farvel, wo ihr Mann den besonderen Dialekt des Ortes studierte. 1977 bewarb sie sich an der Königlichen Dänischen Kunstakademie in Kopenhagen und wurde dort zur Restauratorin mit dem Schwerpunkt Papier und Grafik ausgebildet. Ab 1980 ist sie am Dänischen Nationalmuseum in der Konservierungsabteilung in Brede beschäftigt.
Hier wurde ihr Interesse an der mehr als 2.000 Jahre alten Geschichte von Papier geweckt, als sie 1983 an den Vorbereitungen für die große japanische Sommerausstellung in Brede mitwirkte. In dem Zusammenhang folgten ausgedehnte Studienreisen zu Papierherstellern in Nepal, Thailand, Japan und später auch in China sowie Forschungsprojekte und zahlreiche Veröffentlichungen.
Von 1993 bis 2000 leitete sie die Abteilung für Papier, Leder und Textilien des Dänischen Nationalmuseums in Kopenhagen. Sie arbeitete auch weiter an der Restaurierung und Konservierung der großen weltweiten Papiersammlung des Nationalmuseums und forschte zur technologischen Entwicklung des Papiers, wobei sie dazu vor allem mikroskopische Analysen von orientalischen und europäischen handgeschöpften Papieren heranzog. Für Anna-Grethe Rischel wurde dies, gemeinsam mit der Vermittlung ihrer Forschungserkenntnisse, zum wichtigsten Teil ihrer Arbeit. Die Resultate wurden in zahlreichen Veröffentlichungen und Vorträgen auf internationalen Konferenzen bekannt gemacht.
Nach ihrer Pensionierung im Jahr 2005 setzte sie die mikroskopischen Analysen von Büttenpapier fort. Ab 2009 lag ihr Schwerpunkt auf Analysen früher zentralasiatischer Papiere, in denen viel Wissen über die Geschichte des Papiers gespeichert ist. Von 2009 bis 2013 nimmt sie an dem Papieranalyseprojekt der weltberühmten Berliner Turfan-Sammlung des Museums für Asiatische Kunst  teil.

## Mitgliedschaften
1986 trat Anna-Grethe Rischel der Nordic Paper History Association und der International Association of Paper Historians (IPH) bei. Sie wurde auch Mitglied der British Association of Paper Historians. 2008 wurde sie als erste Skandinavierin und Frau zur 7. Präsidentin der Internationalen Arbeitsgemeinschaft der Papierhistoriker IPH gewählt. In dieser Funktion war sie auch bis 2018 Herausgeberin der Zeitschrift IPH Paper History. Seit 2008 ist sie auch Mitglied des Gemeinderats von Birkerød.

## Veröffentlichungen (Auswahl)
- Julius von Wiesner and his importance for scientific research and analysis of paper. In: Paper history (Bd. 18, 2014, Nr. 1: 31-38).
- Rag paper : studies of its oriental origin and development. In: 30: International Congress of Paper Historians (30 : 2010 : Angoulême u. a.): Papers of the XXXth International Congress of Paper Historians (Bd. 18, 2010: 99-106).
- The interaction between Eastern and Western papermaking. In: 29: International Congress of Paper Historians (29 : 2008 : Stockholm): Papers of the 29th International Congress of Paper Historians (Bd. 17, 2008: 55-64).
- Arab paper - the Oriental link between Asiatic and European paper : a comparative macroscopic and microscopic analysis. In: 28: International Congress of Paper Historians (28 : 2006 : Capellades): Papers of the 28th International Congress of Paper Historians (Bd. 16, 2006: 137-142).
- Adaptation and innovation in technology and quality : a study of 250 years of Danish and European rag paper. In: 27: International Congress of Paper Historians (27 : 2004 : Duszniki-Zdrój; Kraków): Papers of the 27th International Congress of Paper Historians (Bd. 15, 2004: 105-115).
- Analysis of the papermaker's choice of fibrous materials and technology along the paper road. Paper as a medium of cultural heritage (2004: [202]-208).
- Through the microscope lens : classification of Oriental paper technology and fibres. Looking at Paper: Evidence and Interpretation (2001: 179-188).
- Looking at Central Asian paper of Turkish, Tibetan and Chinese origin from the Silk Roads. International Congress of Paper Historians (24 : 1998 : Porto).
- The collection of Japanese paper at the National Museum of Denmark. In: Kami no do (1996: 37-43).
- Etnografisk Samling på Nationalmuseet : reg. over den japanske papirprovesamling. Kopenhagen 1994.
- Comparative studies of paper from Sven Hedin Collection in Stockholm and Japanese paper from the 18th century in the National Museum in Copenhagen. In: 22: International Congress of Paper Historians (22 : 1994 : Annonay): Papers of the 22nd International Congress of Paper Historians (Bd. 10, 1994: 22-24).
- Traditional paper making in Nepal and Thailand. In: International Association of Paper Historians: IPH yearbook (Bd. 6, 1986: 131-139).
- Rejseindtryk frå Nepal. In: Föreningen Nordiska Pappershistoriker: NPH-nytt (Bd. 13, 1985, Nr. 3/4: 43-55).
- Det klassiske papirmagerhåndværk lever i Nepal og Thailand — endnu. In: Nationalmuseets arbeijdsmark. - [København] (1985: 128-141).
- Lidt om papirsegl. In: Föreningen Nordiska Pappershistoriker: NPH-nytt (Bd. 12, 1984, Nr. 1: 1-11).
- Simone-Christiane Raschmann; Anna-Grethe Rischel: Buddhica aus der Berliner Turfansammlung. Teil 1, Das apokryphe Sutra Säkiz yükmäk yaruk. Stuttgart : Franz Steiner Verlag, 2012.